# Хворостовский, Дмитрий Александрович
Дми́трий Алекса́ндрович Хворосто́вский (16 октября 1962, Красноярск — 22 ноября 2017, Лондон, Англия, Великобритания) — советский и российский оперный певец (баритон); народный артист Российской Федерации (1995), лауреат Государственной премии РСФСР им. М. И. Глинки (1991).

## Биография
Дмитрий Александрович Хворостовский родился 16 октября 1962 года в Красноярске.

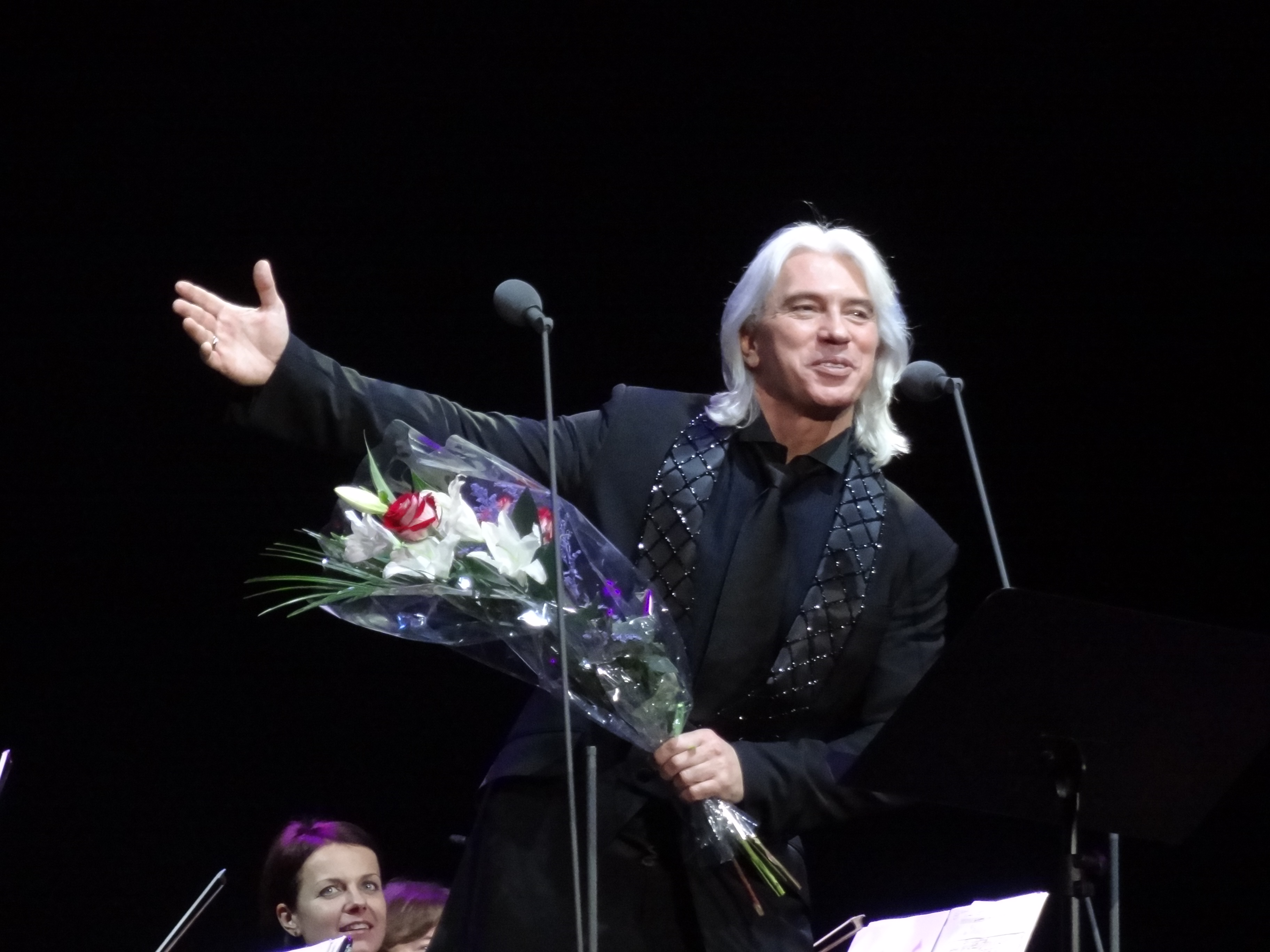
Дмитрий Хворостовский, 2013 г.

Отец Дмитрия — Александр Степанович Хворостовский, инженер-химик — любил петь и музицировал на фортепиано, кроме того, он собрал большую коллекцию записей звёзд мировой оперной сцены. Мать — Людмила Петровна, врач-гинеколог.
Будучи подростком, некоторое время занимался у преподавателя Бориса Ефимовича Шиндарёва, у которого некоторое время пел тенором.
Окончил Красноярское педагогическое училище имени А. М. Горького и Красноярский институт искусств по классу заслуженного деятеля искусств РСФСР, профессора Е. К. Иофель (ученицы М. Н. Риоли-Словцовой — супруги выдающегося русского тенора П. И. Словцова), ушедшей из жизни в один год со своим учеником.
В 1985—1990 годах служил солистом Красноярского государственного театра оперы и балета.
После победы в 1989 году в Международном конкурсе оперных певцов в Кардиффе уже со следующего года имел ангажементы в лучших оперных театрах мира: Королевский театр Ковент-Гарден (Лондон), Баварская государственная опера (Munich State Opera), Берлинская государственная опера, театр Ла Скала (Милан), Венская государственная опера, Театр Колон (Буэнос-Айрес), Метрополитен-опера (Нью-Йорк), Лирическая опера Чикаго, Мариинский театр Санкт-Петербурга, московский театр «Новая Опера», оперная сцена Зальцбургского фестиваля.
С 1994 года жил в Лондоне, где приобрёл себе дом. Имел гражданства Российской Федерации и Великобритании.
Дмитрий Хворостовский в течение творческой карьеры выступал со многими оркестрами: Нью-Йоркским филармоническим, Симфоническим Сан-Франциско, Роттердамским филармоническим и др. Он сотрудничал с выдающимися дирижёрами современности, среди которых были Бернард Хайтинк, Клаудио Аббадо, Майкл Тилсон Томас, Зубин Мета, Джеймс Ливайн, Сэйдзи Одзава, Лорин Маазель, Валерий Гергиев, Евгений Колобов, Юрий Темирканов, Владимир Федосеев.
Хворостовский проявил на сцене свой творческий и артистический талант не только как оперный певец, но и как концертирующий мастер исполнения произведений камерного, кантатного и ораториального жанров. В его камерном репертуаре были романсы русских и зарубежных композиторов (П. Чайковский, Н. Римский-Корсаков, А. Бородин, С. Рахманинов, А. Рубинштейн, М. Глинка, Г. Пёрселл, М. Равель, Й. Брамс, А. Дюпарк и др.), барочные арии западноевропейских композиторов XVI—XVII веков, русские народные песни. Среди произведений кантатно-ораториального жанра, исполнявшихся певцом, — «Песни странствующего подмастерья» и «Песни об умерших детях» Г. Малера, «Сюита на слова Микеланджело» Д. Шостаковича, «Песни и пляски смерти» М. Мусоргского, «Отчалившая Русь» и «Петербург» Г. Свиридова.
В репертуаре Хворостовского присутствовали произведения духовной музыки русских композиторов. Певец записал компакт-диск с Петербургским камерным хором под управлением Николая Корнева.
С Валерием Гергиевым и оркестром Мариинского театра записал вокальный цикл «Песни и пляски смерти» Модеста Мусоргского и оперу «Царская невеста» Н. А. Римского-Корсакова (партия Григория Грязного).
Крепкая и плодотворная творческая дружба связывала Хворостовского с композитором Георгием Свиридовым, который именно ему посвятил свой вокальный цикл «Петербург» на стихи А. Блока. В свою очередь, Хворостовский, исполняя произведения Свиридова, привнёс в его музыку современное видение и звучание, оказавшееся особенно важным в поэме для голоса и фортепиано «Отчалившая Русь» на стихи С. Есенина.
Певец очень охотно обращался к патриотической теме, записал альбом «Песни военных лет». 9 мая 2005 года в Государственном Кремлёвском дворце состоялся его концерт, посвящённый 60-летию Великой Победы, с участием хора Академии хорового искусства и Всемирного хора ЮНЕСКО, за которым последовал концертный тур по городам России с программой «Песни военных лет».
19, 21 и 22 ноября 2009 года прошли концерты в ГКД, где Хворостовский выступил в новом амплуа, исполнив песни Игоря Крутого на стихи Лилии Виноградовой. Концерты явились презентацией нового совместного альбома Хворостовского и Крутого «Дежавю». В концертах также принимал участие хор Академии хорового искусства и оркестр под управлением Константина Орбеляна.
В 2014—2016 годах совместно с П. Астаховым организовал серию благотворительных концертов «Хворостовский и друзья — детям» в пользу Русфонда, в ходе которых были собраны деньги на лечение более 112 больных детей.
Оказывал поддержку и молодым коллективам[уточнить] (в частности, Балтийскому симфоническому оркестру[значимость факта?]).

### Болезнь и смерть
24 июня 2015 года на официальном сайте Хворостовского появилось объявление об отмене выступлений певца до конца лета в связи с выявленной у него опухолью мозга. Певец принял решение пройти курс лечения в лондонской онкологической клинике «Роял Марсден». Размышляя о причинах болезни, Хворостовский вспоминал о внезапно появившихся накануне депрессии, апатии, «чёрном восприятии мира», пессимизме и нежелании жить.
В конце сентября 2015 года певец возобновил концертную деятельность, выйдя на сцену с Анной Нетребко в нью-йоркской «Метрополитен Опера» в опере Джузеппе Верди «Трубадур», где Хворостовский вновь исполнил главную партию графа ди Луна.

Могила Дмитрия Хворостовского на Новодевичьем кладбище в мае 2019 года

29 октября 2015 года Дмитрий впервые после курса лечения выступил в России, дав концерт «Хворостовский и друзья» вместе с латвийской певицей Элиной Гаранчей в Государственном Кремлёвском дворце. 31 октября выступил в Москве на открытии исторической сцены театра «Геликон-опера».
Осенью 2016 года, в связи с прохождением курса химиотерапии, певец отменил своё выступление в спектакле «Симон Бокканегра», премьера которого должна была состояться 30 сентября на сцене Венской оперы. По окончании курса лечения, в день своего рождения, 16 октября, певец выступил на сцене Старой оперы во Франкфурте. Запланированные на 7 и 10 декабря дебютные выступления певца в Большом театре в опере Верди «Дон Карлос» были отменены по настоянию врачей. В планах певца, тем не менее, оставались[прояснить] концерты «Хворостовский и друзья» с Марсело Альваресом 14 декабря в Москве в Кремлёвском дворце и 18 декабря в Петербурге в концертном зале «Октябрьский». Дальнейшие концерты Хворостовского в Красноярске 22 декабря и Екатеринбурге 28 декабря были перенесены из-за заболевания пневмонией и госпитализации в одну из клиник Санкт-Петербурга.
27 мая 2017 года певец выступил на концерте в Санкт-Петербурге, посвящённом Дню города, а 2 июня с травмированным плечом выступил в Большом концертном зале Красноярской филармонии, по окончании которого артисту было присвоено звание почётного гражданина Красноярского края.
23 июня 2017 года последнее выступление артиста в Австрии на открытой сцене замка Графенегг вместе с Аидой Гарифуллиной.
21 ноября 2017 года в 23:12 UTС (22 ноября 2:12 MSK) в социальной сети Twitter певец Дмитрий Маликов сообщил о смерти Хворостовского. Запись была удалена из аккаунта Маликова спустя 20 минут, однако позднее 22 ноября 2017 года в СМИ появилось сообщение о смерти Хворостовского. Певец Маликов сообщил в интервью РИА Новости, что получил информацию о смерти Хворостовского от поэтессы Лилии Виноградовой, «которая с ним очень была близка и которая была там с ним. Она мне написала, что он умер в 3:36 ночи по лондонскому времени». Позже Лилия Виноградова сообщила, что сама попросила Маликова удалить запись. По её словам, Хворостовский умер в лондонском хосписе.
Днём 22 ноября 2017 года семья Хворостовского опубликовала в социальной сети Facebook заявление, в котором сообщила, что «после двух с половиной лет борьбы с раком мозга он мирно умер этой ночью, 22 ноября, в кругу семьи рядом со своим домом в Лондоне».
Гражданская панихида и прощание с Дмитрием Хворостовским состоялись 27 ноября 2017 года в Москве, в Концертном зале им. П. И. Чайковского. Согласно завещанию певца, его тело кремировано, а прах разделён на две части. Одна из капсул захоронена 28 ноября на Новодевичьем кладбище, вторая — была доставлена на родину певца, в Красноярск, и заложена на территории Сибирского государственного института искусств, носящего ныне имя выдающегося вокалиста.
16 октября 2019 года на могиле певца был открыт памятник.

## Личная жизнь
- Первая жена — Светлана (в девичестве Рогова; 1959—2015), артистка кордебалета. С ней Дмитрий познакомился в 1986 году и женился в 1989 году. В 1996 году супруги поселились в Лондоне (Ислингтон), где у них родились близнецы.
  - Дочь Мария (род. в 1982; дочь Светланы от первого брака, удочерена Дмитрием).
    - Внучка Ария (род. 31 мая 2018).

  - Дочь Александра (род. в 1996) — художница.
  - Сын Даниил (род. в 1996) — играет в рок-группе на гитаре.

В 1999 году супруги расстались. Развод оформлен в 2001 году, по требованию Светланы в 2009 году сумма алиментов и ежегодных выплат Хворостовского бывшей жене была увеличена решением лондонского суда. Светлана Хворостовская скоропостижно скончалась в Лондоне 31 декабря 2015 года.
- Вторая жена — Флоранс Илли-Хворостовская (род. 24 июля 1970), оперная певица, сопрано, по происхождению итальянка, родом из Женевы[38][39][40].
  - Сын Максим Хворостовский (род. 7 июля 2003)[41].
  - Дочь Нина Хворостовская (род. 8 июля 2007)[42][43].

В 2016 году в интервью Хворостовский заявил, что не верит в Бога, а «загробной жизни нет и не может быть». Друг певца Павел Астахов утверждал: «у него был очень сложный путь к Богу, он сам крестился в 30 с лишним лет. Сам пришёл. Но до конца его мятежные сердце и душа постоянно спорили по этому вопросу».

## Признание и память

Стрит-арт с изображением Д. А. Хворостовского по адресу просп. имени газеты Красноярский Рабочий, 155, Красноярск, создан в 2021 году (фото 11.09.2023)

При жизни трижды номинирован на «Грэмми» — в 1992, 1994 и 2008 годах. После смерти его запись вокального цикла Георгия Свиридова на стихи Сергея Есенина «Отчалившая Русь» в сопровождении оркестра под управлением Константина Орбеляна попала в число претендентов на эту премию за 2017 год в номинации «Лучший классический сольный вокальный альбом» (церемония вручения состоялась 28 января 2018 года в Нью-Йорке), но награды удостоена не была.
В честь Хворостовского назван астероид (7995) Хворостовский, открытый астрономом Людмилой Карачкиной в Крымской астрофизической обсерватории 4 августа 1983 года.
В феврале 2018 года имя Хворостовского было присвоено Красноярскому театру оперы и балета, где певец начинал свою карьеру. Представители театра отметили, что решение о переименовании театра — «знаковое событие, честь и большая ответственность», а коллектив учреждения гордится новым именем.
Именем Хворостовского назван самолёт Аэрофлота, Сибирский государственный институт искусств имени Дмитрия Хворостовского и Прокопьевский областной колледж искусств им. народного артиста Российской Федерации Д. Хворостовского.
22 ноября 2018 года в здании московского театра «Геликон-опера» к первой годовщине смерти Хворостовского в присутствии друзей и родителей певца прошла церемония открытия его бюста. Инициатором создания скульптуры стал друг Хворостовского, адвокат Павел Астахов, проект поддержали Игорь Крутой, Лилия Виноградова, Дмитрий Бертман и Константин Орбелян.
Указом Президента РФ от 31 мая 2019 года международному аэропорту Красноярск присвоено имя Д. А. Хворостовского.
23 сентября 2019 года в Красноярске в сквере на нижнем ярусе Сибирского государственного института искусств, где захоронена одна из капсул с прахом певца, открыт монумент Хворостовскому.
16 октября 2019 года, в день рождения Хворостовского, в Москве на Новодевичьем кладбище был открыт памятник на могиле певца. Автор памятника — заслуженный скульптор России Владимир Усов, работавший также над памятником, открытым 23 сентября 2019 года в Красноярске. Как сообщил телеканал «Культура», «на церемонии присутствовали родители певца — Александр и Людмила Хворостовские, из Лондона приехала вдова артиста Флоранс и дети — Максим и Нина».
В 2020 году в Уфе (Башкортостан), где артист много раз выступал, новый бульвар назван именем Дмитрия Хворостовского.
С сентября по ноябрь 2020 года в Шереметевском дворце — Музее Музыки проходила совместная выставка Санкт-Петербургского государственного музея театрального и музыкального искусства и Красноярского краеведческого музея «Голос, покоривший мир» памяти Дмитрия Хворостовского.

## Центральные партии в операх
- Евгений Онегин — «Евгений Онегин» (П. Чайковский)
- Елецкий — «Пиковая дама» (П.Чайковский)
- Грязной — «Царская невеста» (Н. Римский-Корсаков)
- Жермон — «Травиата» (Д. Верди)
- Ди Луна — «Трубадур» (Д. Верди)
- Родриго — «Дон Карлос» (Д. Верди)
- Риголетто — «Риголетто» (Д. Верди)
- Симон Бокканегра — «Симон Бокканегра» (Д. Верди)
- Сэр Ричард Форт — «Пуритане» (В. Беллини)
- Альфио — «Сельская честь» (П. Масканьи)
- Сильвио — «Паяцы» (Р. Леонкавалло)
- Граф — «Свадьба Фигаро» (В. А. Моцарт)
- Дон Жуан, Лепорелло — «Дон Жуан» (В. А. Моцарт)
- Фигаро — «Севильский цирюльник» (Дж. Россини)
- Альфонсо — «Фаворитка» (Г. Доницетти)
- Белькоре — «Любовный напиток» (Г. Доницетти)
- Валентин — «Фауст» (Ш. Гуно)

## Дискография
1. 1990 — Tchaikovsky and Verdi Arias
2. 1991 — Пьетро Масканьи. «Сельская честь». Philips
3. 1991 — Russian Romances
4. 1993 — Пётр Чайковский. «Евгений Онегин». Philips
5. 1993 — Traviata, Kiri Te Kanawa, 2CD
6. 1994 — Songs and Dances of Death
7. 1994 — Rossini, Songs of Love and Desire
8. 1994 — Dark Eyes
9. 1995 — Tchaikovsky, My Restless Soul
10. 1996 — Dmitri
11. 1996 — Russia Cast Adrift
12. 1996 — Credo
13. 1996 — Г. В. Свиридов — «Отчалившая Русь»
14. 1997 — Джузеппе Верди. «Дон Карлос». Дирижёр — Бернард Хайтинк. Philips
15. 1997 — Russia’s War
16. 1998 — Kalinka
17. 1998 — Arie Antiche
18. 1998 — Arias & Duets, Borodina
19. 1999 — Николай Римский-Корсаков. «Царская невеста». Дирижёр — Валерий Гергиев. Philips
20. 1999 — Пётр Чайковский. «Иоланта». Philips
21. 2000 — Don Giovanni: Leporello’s Revenge, 1CD
22. 2001 — Verdi, La traviata DVD
23. 2001 — From Russia With Love,
24. 2001 — Passione di Napoli
25. 2002 — Russian Sacred Choral Music, 7CD
26. 2003 — Пётр Чайковский. «Пиковая дама». RCA
27. 2003 — «Песни военных лет», DVD
28. 2004 — Георгий Свиридов. «Петербург». Delos
29. 2004 — Дмитрий Хворостовский в Москве DVD
30. 2005 — Songs and Dances of Death Symphonic dances
31. 2005 — «Свет берёз»: Любимые советские песни. CD
32. 2005 — Пётр Чайковский. «Пиковая дама», лучшие фрагменты. Delos
33. 2005 — I Met You, My Love
34. 2005 — Verdi Arias
35. 2005 — Moscow Nights
36. 2006 — Portrait
37. 2007 — Heroes and Villains
38. 2007 — Пётр Чайковский. «Евгений Онегин» (DVD видео) — партия Онегина, дирижёр Валерий Гергиев
39. 2009 — Дежавю 2CD + DVD
40. 2010 — Tchaikovsky Romances 2CD
41. 2010 — Pushkin Romances
42. 2012 — Romances
43. 2013 — День Победы
44. 2013 — In This Moonlit Night
45. 2014 — The Bells of Dawn: Russian Sacred and Folk
46. 2017 — Russia Cast Adrift

## Награды и звания
- Победитель, Всероссийский конкурс вокалистов (1987), Пермь[61]
- 1-я премия, Всесоюзный конкурс вокалистов имени М. И. Глинки (1987), Баку, Азербайджанская ССР[62]
- Гран-при Международного конкурса певцов в Тулузе (1988, Франция)
- Победитель международного конкурса певцов в Кардиффе (1989, Великобритания)
- Почётное звание «Заслуженный артист РСФСР» (6 апреля 1990) — за заслуги в области советского музыкального искусства[63]
- Государственная премия РСФСР в области литературы и искусства (26 декабря 1991) — за исполнение ведущих партий классического оперного репертуара в Красноярском Государственном театре оперы и балета 1988—1990 годов[64]
- Премия Профсоюзов в области художественного творчества (1991)
- Почётное звание «Народный артист Российской Федерации» (5 августа 1995) — за большие заслуги в области искусства[65]
- Почётный гражданин города Красноярска (2000)[66]
- Лауреат премии «Соотечественник года — 2005» (2005) — за личный вклад в сохранение и развитие русской культуры и искусства за рубежом[67][68]
- Орден «Ключ дружбы» (Кемеровская область, 2005)[69]
- Почётный профессор МГУ (2006) — за выдающийся вклад в развитие отечественной и мировой культуры и за пропаганду российского музыкального искусства[70]
- Почётный гражданин Кемеровской области (14 июля 2006)[71]
- Премия Opera News Award (2011)[72]
- Орден Александра Невского (10 октября 2015) — за заслуги в развитии отечественной культуры и искусства, многолетнюю плодотворную деятельность[73]
- Почётный гражданин Красноярского края (15 октября 2015) — за личные выдающиеся заслуги в развитии культуры и искусства, способствующие повышению авторитета и престижа Красноярского края[74][75]
- Почётная медаль «За заслуги в деле защиты детей России» (19 ноября 2015) — за личный вклад в дело защиты детей[76]
- Введён в Зал славы журнала Gramophone[77]
- Орден «За заслуги перед Отечеством» IV степени (10 сентября 2017) — за большой вклад в развитие отечественной культуры и искусства, средств массовой информации, многолетнюю плодотворную деятельность[78]
- Орден преподобного Сергия Радонежского (РПЦ)[56][79]
- Премия BraVo в номинации «Лучший классический альбом года» (посмертно) (2018)[80]
- Лауреат Российской национальной музыкальной премии «Виктория» в номинации «Лучший исполнитель оперной музыки» (2015)